# Município de Bedford (condado de Coshocton, Ohio)
Localização do Ohio nos E.U.A.
O município de Bedford (em inglês: Bedford Township) é um município localizado no condado de Coshocton no estado estadounidense de Ohio. No ano 2010 tinha uma população de 564 habitantes e uma densidade populacional de 8,15 pessoas por km².

## Geografia
O município de Bedford encontra-se localizado nas coordenadas 40° 16′ 09″ N, 82° 02′ 49″ O. Segundo a Departamento do Censo dos Estados Unidos, o município tem uma superfície total de 69.18 km², da qual 69,18 km² correspondem a terra firme e (0 %) 0 km² é água.

## Demografia
Segundo o censo de 2010, tinha 564 pessoas residindo no município de Bedford. A densidade de população era de 8,15 hab./km².